# Hermann Stockmayer (Mediziner)
Hermann Stockmayer (* 18. März 1807 in Stuttgart; † 28. November 1863 ebenda) war ein deutscher Mediziner und Politiker.

## Leben
Als Sohn des Landschaftssekretärs und Oberfinanzrats Friedrich Amandus Stockmayer (1760–1837) geboren, studierte Stockmayer nach dem Landexamen als Stiftler Evangelische Theologie in Tübingen. Während seines Studiums wurde er 1825 Mitglied der Burschenschaft Germania Tübingen/Feuerreiter. Wegen seiner burschenschaftlichen Aktivitäten wurde er 1828 verhaftet. Später studierte er in Heidelberg Medizin und wurde zum Dr. med. promoviert.
Nach seinem Studium arbeitete Stockmayer als Unteramtsarzt in Rosenfeld (Oberamt Sulz). Er stellte sich zur Wahl in die Frankfurter Nationalversammlung, wurde jedoch nicht gewählt. Von 1848 bis 1850 war er Abgeordneter des Württembergischen Landtags für den Wahlkreis 15 Sulz und ab 1851 für den Wahlkreis 19 Reutlingen Stadt. 1851 schied er aus politischen Gründen aus dem Staatsdienst aus und war als Arzt in Stuttgart tätig. Er war Gründer und Erster Direktor der Lebensversicherungs- und Ersparnisbank Stuttgart.
Hermann Stockmayer starb am 28. November 1863 im Alter von 56 Jahren in seiner Geburtsstadt Stuttgart.